# Nootkan
Nootkan (Southern Wakashan), skupina indijanskih jezika i plemena sa zapadne obale kanadskog otoka Vancouver. Plemenima Nootkan pripadaju sva plemena plemenskog saveza Aht ili Nootka i dva predstavnika iz Washingtona, Makah i Ozette. Skupina Nootkan zajedno sa skupinom Kwakiutlan ili Northern Wakashan čini samostalnu porodicu Wakashan. Glavni jezici skupine Nootkan su: Nuuchahnulth (Nuu-chah-nulth, Nootka), Ditidaht (Nitinat, Nitinaht) i Makah.